# Ew!
"Ew!" é uma canção do apresentador de televisão e comediante Jimmy Fallon, com participação do rapper will.i.am. O single é baseada em uma esquete de The Tonight, no qual Fallon e convidados interpretam adolescentes constantemente enojadas com as coisas ao seu redor.
A canção estreou no The Tonight Show em 6 de outubro de 2014, com Fallon pedindo aos espectadores que colocassem a faixa nas paradas da Billboard. Ela estreou na Billboard Hot 100 uma semana depois, na 26.ª posição.

## História
"Ew!" foca em duas adolescentes, Sara (Fallon) e mir.i.am (will.i.am), e lista as coisas que as deixam enojadas.
As origens da canção estão na aparição de will.i.am como convidado no The Tonight Show em 29 de julho de 2014. Ele mencionou a Fallon nos bastidores que gostou da esquete "Ew!". Três dias depois, Will enviou a Fallon um instrumental completo para faixa, com Fallon e outros compositores escrevendo a letra em seguida. Posteriormente, will.i.am voou para Nova York e a dupla foi para um estúdio local, onde concluíram a letra e gravaram.
O videoclipe estreou no episódio de 6 de outubro de 2014 do The Tonight Show, com Fallon pedindo aos espectadores e fãs que levassem a canção para a parada Billboard Hot 100.

## Desempenho comercial
A canção fez sua estreia nas rádios em 7 de outubro de 2014. Os rendimentos beneficiam a SeriousFun Children's Network e a Fundação i.am.angel de will.i.am.
A canção recebeu grande atenção online após sua estreia, levando-a a estrear em tempo real na parada Billboard Twitter Real-Time. Uma semana depois, estreou na Billboard Hot 100 em 15 de outubro de 2014 na posição 26, com muitas reproduções sendo de plataformas de streaming. A revista informou que a faixa atraiu seis milhões de reproduções na semana anterior à sua estreia nas paradas musicais, quase todas de seu videoclipe no YouTube e Vevo. Vendeu 35.000 downloads digitais, colocando-a em 30º lugar na parada de canções digitais.

## Recepção
Jim Farber do New York Daily News chamou a faixa de "levemente divertida", comentando que "certamente Fallon e Will poderiam ter inventado algumas coisas mais espirituosas para as crianças odiarem".

## Paradas musicais
| Parada (2014)                            | Melhor posição |
| ---------------------------------------- | -------------- |
| Canadá (Canadian Hot 100)                | 14             |
| Estados Unidos (Billboard Hot 100)       | 26             |
| EUA Comedy Digital Tracks (Billboard)    | 1              |
| Estados Unidos (Billboard Hot Rap Songs) | 5              |